# Viridiana
Viridiana és una pel·lícula mexicano- espanyola de Luis Buñuel, estrenada el 1961. La pel·lícula va rebre el màxim guardó (Palma d'Or) al Festival Internacional de Cinema de Canes de 1961, així com l'ovació unànime de públic i jurat. Tanmateix, un article molt hostil publicat al diari oficial de la Ciutat del Vaticà, L'Osservatore Romano, va provocar la seva immediata prohibició a Espanya. L'incident va reivindicar la figura de Buñuel davant dels seus crítics i va convertir Viridiana en una més de les pel·lícules prohibides d'aquest polèmic cineasta.
La decisió de rodar 'Viridiana' a Espanya va provocar que Buñuel, exiliat a Mèxic després de la Guerra Civil espanyola, fos durament criticat pels republicans espanyols a l'exili.

## Argument
Viridiana pronunciarà aviat els seus vots i es tancarà en un convent. Va per una última vegada a saludar el seu oncle, un ric burgès. L'oncle, meravellat per la semblança entre la jove i la seva difunta eposa, la droga i fa veure que ha abusat d'ella per tal que accepti casar-se amb ell. Finalment, però, se suïcida rosegat pel remordiment.
Viridiana, que se sent culpable de la mort del seu oncle, renuncia a ser monja i es queda a la mansió a practicar la caritat cristiana, acollint un grup de rodamons, a qui brinda refugi i aliment però que són, al cap i a la fi, els qui l'atacaran i robaran. L'arribada de Jorge (Francisco Rabal), fill natural del senyor Jaime, canviarà definitivament el destí de la jove, que acceptarà finalment d'instal·lar-se amb ell i la serventa en un ménage à trois.

## Repartiment
- Silvia Pinal: Viridiana
- Francisco Rabal: Jorge
- Fernando Rey: Don Jaime
- José Calvo: Don Amalio
- Margarita Lozano: Ramona
- José Manuel Martín: el coix
- Victoria Zinny: Lucia, la promesa de Jorge
- Luis Heredia: "El Poca"
- Joaquín Roa: Don Zequiel
- Lola Gaos: Enedina
- Teresa Rabal: Rita, la filla de Ramona
- Juan García Tienda: José, el leprós
- Sergio Mendizábal: "El Pélón"

## Al voltant de la pel·lícula[calcitació]
- Buñuel continua arreglant els seus comptes amb l'opressió que va patir en la seva joventut i aborda els seus temes preferits: el fetitxisme sexual i l'incest, la hipocresia de l'Església, la bestiesa i la suficiència de la burgesia, la bestialitat popular.
- L'«Últim sopar», on Jesús i els seus apòstols són reemplaçats per captaires, ha quedat com un monument a la provocació.
- La censura franquista va objectar el final original de la cinta, en el qual Viridiana trucava a la porta del seu cosí, ell obria i ella entrava, tancant la porta darrere d'ella. Obedient, Buñuel va proposar un final diferent (on Jorge, Viridiana i Ramona, la criada, juguen a les cartes, en una molt subtil referència a un trio sexual) que va acabar sent més perniciós que el primer i que, irònicament, va ser acceptat pels censors sense objeccions.
- A Canes 1961 la pel·lícula va suposar un escàndol, però s'endugué la Palma d'Or.
- Tant el Vaticà, com Franco, van jutjar la pel·lícula impia i blasfema. A Espanya, les còpies de la pel·lícula van ser segrestades.

## Influències[1]
- Surrealisme: Un chien andalou, pel·lícula que Buñuel creà l'any 1928, fou l'inici del surrealisme cinematogràfic. Viridiana, tot i trobar-se molt allunyada temporalment d'aquesta pel·lícula, recull els elements i les característiques pròpies d'aquest corrent. Segons Muñoz Molina,[2] Buñuel fou l'únic autor avantguardista que va mantindre molts dels seus conceptes i idearis originals al llarg de tota la seva filmografia, i aquest fet és present a Viridiana. Una de les temàtiques principals de l'obra de Buñuel, la sexualitat, fou la principal inspiració per la concepció de la idea original de Viridiana: la idea original d'aquesta pel·lícula, segons declaracions de Buñuel, era una fantasia eròtica que l'autor tenia en la que subministrava un narcòtic a la Reina Victòria Eugenia per a abusar d'ella, a la qual unia la història d'una santa anomenada Viridiana. A partir d'això, va desenvolupar tota la trama de Viridiana, però sense posseir mai un guió tancat del tot.
- Benito Pérez Galdós: Agustín Sánchez Vidal, al seu llibre sobre l'obra cinematogràfica de Buñuel,[3] afirma que l'artista és més proper a Galdós del que podria semblar en un inici. Apunta que la pel·lícula planteja molts aspectes del món de Galdós que Buñuel compartia: el vell cavaller, els captaires, la insolidaritat humana o les relacions adúlteres. El personatge principal, Viridiana, és també un trassumpte de Leré, la coprotagonista d'Ángel Guerra, novel·la de Galdós.
- Corda: un altre element recurrent a la pel·lícula és la corda, que apareix a l'inici d'aquesta, com a eina amb la que el Sr. Jaime es suïcida, i també com a element que servirà de cinturó a un dels captaires que tracta de violar Viridiana. La presència d'aquest objecte en la filmografia de Buñuel és recurrent també des d'Un chien andalou i seguirà en produccions posteriors.
- Cames i peus: Buñuel incorpora a Viridiana l'adoració de les cames i els peus femenins, fet present principalment en dos moments de la pel·lícula: l'escena en què Viridiana es treu les mitges i l'inici del film, el primer enfocament de Viridiana. Aquest és un pla inclinat al llarg de la corda d'una nena que comença al seu peu, emfatitzant el fetitxisme de l'home que l'espia.
- Federico García Lorca: la seva presència al film es troba a la frase pronunciada pel personatge de la filla de la criada: “ha venido un toro negro”. El brau negre era una figura retòrica molt recurrent en la producció lorquiana.